# Dultgraben
Der Dultgraben, auch Burgstallerbach genannt, ist ein gut 1 Kilometer langer Waldbach im Gebiet der Marktgemeinde Gratkorn im Bezirk Graz-Umgebung in der Steiermark. Er entspringt und durchfließt einen südöstlichen Ausläufer des östlichen Grazer Berglandes und mündet dann von rechts kommend in den Dultbach. Auf seiner gesamten Länge bildet er die Grenze zwischen den beiden Katastralgemeinden Freßnitz und Gratkorn-St. Veit ob Graz.
Der Dultgraben überschwemmt zusammen mit dem Dultbach bei stärkeren Regenfällen immer wieder Teile der Gemeinde Gratkorn, weshalb es Pläne für die Errichtung eines Hochwasserschutzes gibt.

## Verlauf
Der Dultgraben entsteht in einem Waldgebiet am westlichen Hang des Geierkogels auf etwa 637 m ü. A., rund 350 Meter nordöstlich der Höfe Freßnitzhansl und Hollackner.
Der Bach fließt anfangs durch ein Waldgebiet für etwa 370 Meter ziemlich gerade nach Südsüdwesten, wobei er nach rund 140 Metern den Schöberlkogelweg unterquert. Etwa 270 Meter westlich des Hofes Burgstaller bildet der Dultgraben einen etwa 170 Meter langen, flachen Linksbogen, ehe er auf einen Südsüdostkurs schwenkt. Auf diesem Kurs bleibt er für weitere 200 Meter. Der Dultgraben biegt etwa 160 Meter vor seiner Mündung auf einen Lauf nach Südwesten ein, auf dem er auch bis zu seiner Einmündung bleibt. Der Dultgraben mündet nach einem gut 1 Kilometer langen Lauf mit einem mittleren Sohlgefälle von rund 12 ‰ etwa 117 Höhenmeter südöstlich der Streusiedlung Freßnitzviertel und nordwestlich der Rotte Rannach in den Dultbach.
Auf seinem Lauf nimmt der Dultgraben keine anderen Wasserläufe auf.
Der Verlauf des Dultgrabens bildet die Grenze zwischen den beiden Katastralgemeinden Freßnitz und Gratkorn-St. Veit ob Graz.

## Hochwasser und Hochwasserschutz
Der Dultbach tritt bei stärkeren Regenfällen regelmäßig über die Ufer und überschwemmt Teile Gratkorns. Seit dem Beginn der 2000er-Jahre gibt es deshalb Pläne zur Errichtung von Hochwasserrückhaltebecken im Bereich des Dultbaches und seiner Zuflüsse. Im März 2020 wurde der geplante Hochwasserschutz, der mit zwei Rückhaltebecken auf ein Jahrhunderthochwasser ausgelegt ist, schließlich zur Bewilligung eingereicht. Eines der beiden Rückhaltebecken ist dabei beim Dultgraben geplant, während sich das zweite Becken am Dultbach auf Höhe des Klosters Maria Rast in Dult befinden soll. Im Sommer 2021 wurden bei den geplanten Standorten der Rückhaltebecken Probebohrungen durchgeführt.